# Должностная инструкция
Должностна́я инстру́кция — документ, регламентирующий производственные полномочия и обязанности работника.

## Разработка инструкции
Должностные инструкции разрабатывает руководитель подразделения своим непосредственным подчиненным. Должностные инструкции должности, находящиеся непосредственно в его подчинении, утверждает руководитель организации. Другим должностям инструкции утверждают соответствующие заместители по функции. Первый экземпляр должностной инструкции каждому работнику хранится в отделе кадров, второй — у руководителя подразделения, третий — у работника.
Должностные инструкции разрабатывают в соответствии с положением о подразделении. Комплект должностных инструкций охватывает все функции подразделения и равномерно распределяет нагрузку между работниками с учетом уровня их квалификации. Каждая должностная инструкция содержит однозначное определение того, чем данная работа отличается от всех иных работ. Ответственность за полноту обеспечения организации должностными инструкциями лежит на начальнике отдела кадров.
Не существует стандарта, регламентирующего содержание и процедуру разработки должностной инструкции, в связи с чем каждая организация имеет возможность самостоятельно формировать описание той или иной должности.

## Управление персоналом
Должностная инструкция содержит информацию, которая необходима в процессе управления персоналом:
1. как руководство к действию для самого работника: она дает знание того, каких действий от него ожидают и по каким критериям будут оценивать результаты труда, представляет ориентиры для повышения уровня квалификации работника в рамках данной должности. Участие в обсуждении должностной инструкции дает возможность работнику влиять на условия, организацию, критерии оценки его труда.
2. как основа для проведения оценки результатов трудовой деятельности работника, принятия решения о его дальнейшем внутреннем движении и переподготовке (повышении, перемещении, увольнении, зачислении в резерв руководящих кадров, направлении на дополнительное обучение и т. п.).
3. как информация для проведения обоснованного отбора работников при найме, оценке уровня соответствия кандидатов на вакантные должности.
4. для ранжирования работ/должностей и последующей разработке внутрифирменных систем оплаты труда.